# 立岗镇
立岗镇，是中华人民共和国宁夏回族自治区銀川市贺兰县下辖的一个乡镇级行政单位。

## 行政区划
立岗镇下辖以下地区：
金星村、银星村、兰丰村、立岗村、兰星村、兰光村、先进村、清水村、通伏村、幸福村、星光村、通义村、永华村、民乐村和永兴村。